# João Soares Neto
Nasce João Soares Neto no dia 22 de Agosto de 1941 em Fortaleza, Ce. Jornalista, administrador, advogado, empresário, cônsul honorário do México e escritor brasileiro, membro da Academia Cearense de Letras.

## Biografia
Bacharel em Administração pela Universidade Estadual do Ceará, em 1964, e em Direito pela Universidade Federal do Ceará, em 1965. Fez mediante concurso, um curso na Universidade de Harvard - Cambridge, Massachussets - Life and Institutions in the United States, 1963 e uma visita técnica à École Nationale de Administration, Paris, França, 1965. É Cônsul Honorário do México, no Ceará, com carta patente expedida pela Secretaria de Relações Exteriores dos Estados Unidos Mexicanos, em 2000.
Empresário, filho de Francisco Bezerra de Oliveira e Margarida Caminha, empreendedor do Shopping Benfica, cuja instituição mantém várias atividades culturais (Galeria BenficArte e Espaço de Leitura), reconhecidas com premiações ofertadas pela Secretaria de Cultura do Estado do Ceará. Integrou o Conselho da Ordem dos Advogados do Brasil - Secção do Ceará e foi palestrante em várias instituições de ensino e sociedades cearenses.
Ingressou na Academia Cearense de Letras no dia 21 de fevereiro de 2013 . Ocupa a vaga deixada pelo acadêmico Alberto Nepomuceno de Oliveira, cadeira 35, cujo patrono é Thomaz Pompeu. Sócio fundador e ex-presidente da Academia Fortalezense de Letras; membro da Associação Brasileira de Bibliófilos e da Sociedade Consular do Ceará.
Jornalista, tendo iniciado sua atividade como estudante no Correio do Ceará, com as colunas Informes acadêmicos e Administração e Negócios (1962-1969). Assíduo colaborador dos jornais de Fortaleza, Diário do Nordeste e o O Estado, do jornal Casa do Ceará, Brasília, das revistas Literapia, Revista do Escritor Brasileiro, Acta Literária, Scriptorium, Fale, Contemporânea e de várias antologias.

## Obra
- Sobre a Vida e o Amor, (1999);
- Microcontos, (2000);
- Sobre todas as coisas..., (2001);
- Sobre A Gênese e o Caos, (2002);
- Conversas de Domingo, (2009);
- Gente que Conta, (2010);
- Família, Razão Primeira, (2011);
- Histórias Singulares, (2014);
- Experiência como Presidente, (2017);

## Distinções e homenagens
Recebeu as seguintes honrarias:
- Administrador Notável, em 1993, pelo Conselho Regional de Administração, 1993;
- Líder do setor de Shopping Centers no período de 2001-2010 e Líder Estadual, conferidos pela Gazeta Mercantil e pelo Fórum de Líderes de São Paulo;
- Homenagem Especial do Dia do Administrador, pela Assembleia Legislativa do Ceará, 2009;
- Homenagem da Associação Cearense de Imprensa - ACI, por 40 anos de associado e membro do seu Conselho Deliberativo;
- Mérito Cultural da Academia Cearense de Letras, 2004.
- Recebeu a Medalha Boticário Ferreira, 1990;
- Medalha do Bombeiro Militar;
- Medalha José Martiniano de Alencar da Polícia Militar do Estado do Ceará;
- Medalha do Mérito Cultural Barão de Studart;
- Medalha  Cultural José Mindlin, da Associação Brasileira de Bibliófilos.
- Membro titular da Associação Nacional de Escritores - ANE